# Helmstorf
Helmstorf ist eine Gemeinde im Kreis Plön in Schleswig-Holstein. Das Gut gleichen Namens liegt in der Gemeinde. Es wurde von Friedrich Christian von Buchwaldt gestaltet.

## Geografie

### Geografische Lage
Das Gemeindegebiet von Helmstorf erstreckt sich südlich direkt angrenzend von der Stadt Lütjenburg im Bereich der zum Naturraum Schleswig-Holsteinisches Hügelland zählenden Haupteinheit Ostholsteinisches Hügel- und Seenland (Nr. 702). Der Bach Kossau fließt in der Gemeinde und bildet in weiten Bereichen die nördliche Gemeindegrenze. Entlang des rechten Ufers der Kossau liegt ein Teil des europäischen  NATURA 2000-Schutzgebietes FFH-Gebiet Kossautal und angrenzende Flächen im Gemeindegebiet.

### Ortsteile
Die Gemeinde Helmstorf lässt sich siedlungsgeografisch in mehrere Ortsteile gliedern, die amtlich als Wohnplätze bezeichnet werden. Im Gemeindegebiet befinden sich die Gutssiedlungen Helmstorf, Mühlenfeld und Wetterade, das Dorf Kühren, die Hofsiedlungen Aukamp, Biestersöhren, Schaarteich, Wetteraderschmiede und Wührbrook sowie die Haussiedlungen Altwedderade, Kaiser, Lindbrook und Wasserkate und die Häusergruppe Horn.

### Nachbargemeinden
An das Gemeindegebiet von Helmsdorf grenzen unmittelbar:
| Klamp  | Lütjenburg                                  |                      |
|        | Kompassrose, die auf Nachbargemeinden zeigt | Hohwacht, Blekendorf |
| Giekau | Dannau                                      | Högsdorf             |

## Geschichte
Das Gut Helmstorf wurde 1275 erstmals erwähnt, zu dieser Zeit residierte ein Ritter Gottschalk von Helmerickesdorpe auf einer inzwischen abgegangenen Wasserburg im Bereich der Gemeinde. Seit 1649 befindet es sich im Besitz der Familie von Buchwaldt. Bereits 1314 wurde die in dem Wappen der Gemeinde gezeigte Wassermühle urkundlich erwähnt. Schon im Jahre 1895 wurde in Helmstorf ein Elektrizitätswerk betrieben.

## Politik

### Gemeindevertretung
Bei der Kommunalwahl 2023 errang die Wählergemeinschaft Helmstorf erneut alle neun Sitze in der Gemeindevertretung. Die Wahlbeteiligung betrug 57,0 Prozent.

### Wappen
Blasonierung: „Durch einen silbernen Wellenbalken von Blau und Rot geteilt. Oben, durch den Wellenbalken im unteren Viertel überdeckt, ein silbernes Mühlrad, unten drei 2 : 1 gestellte silberne Hufeisen mit nach oben gekehrten Stollen.“

## Sehenswürdigkeiten
In der Liste der Kulturdenkmale in Helmstorf stehen die in der Denkmalliste des Landes Schleswig-Holstein eingetragenen Kulturdenkmale.

## Verkehr
In der Nähe verlaufen die Bundesstraßen B 202 und B 430.